# La Vela Puerca
La Vela Puerca é uma banda uruguaia, formada em 1995, em Montevidéu, considerada uma mais influentes da América Latina. Suas canções mescla ritmos como o rock, o ska e o reggae e fazem muito sucesso, principalmente, com o público uruguaio e argentino. Fazem parte da banda os músicos Sebastián Teysera (vocalista),  Sebastián Cebreiro (vocalista), Nicolás Lieutier (baixista), Pepe Canedo (baterista), Rafael Di Bello (guitarrista), Santiago Butler (guitarrista), Alejandro Picone (Trompetista) y Diego Méndez (Tecladista).
Em 2021, uniram-se a mais de mil outras bandas de rock para assinar um manifesto contra o fascismo, em Madrid.